# Emocije
Emocije su kratkotrajni subjektivni, fiziološki i funkcionalni izražajni fenomeni koji usklađuju reakcije prilagodbe na važne događaje u našemu životu. Emocija je definirana kao epizoda međusobno povezanih, sinkroniziranih promjena u stanjima svih ili većine podsustava organizma kao odgovor na procjenu vanjskog ili unutarnjeg stimulativnog događaja kao relevantnog za glavne probleme organizma. Emocije organiziraju i usklađuju četiri međusobno povezana aspekta iskustva: fiziološka pripremljenost, koja predstavlja način na koji se naše tijelo fizički mobilizira kako bi udovoljilo situacijskim uvjetima, ekspresija emocija, koja se odnosi na način na koji izražavamo svoje emotivno iskustvo okolini, osjećaji, koji se odnose na subjektivni doživljaj emocionalnog iskustva, te funkcije emocija koje se odnose na ono što želimo postići u određenom trenutku. Emocija je teorijski konstrukt koji se ne može izravno promatrati, te se o postojanju emocija može zaključiti na osnovu brojnih vanjskih pokazatelja unutarnjih procesa. Emocije se promatraju kao odgovori na niz komponenti, a te komponente su: kognitivna, osjećajna, motivacijska, motorna te somatska komponenta.
Iako se ponekad pojam osjećaj i emocija izjednačavaju, kod osjećaja se radi o subjektivnoj komponenti ili subjektivnom doživljaju emocije. Izraz osjećaj se koristi za komponentu subjektivnoga emocionalnog iskustva emocija, za koju se pretpostavlja da ima važnu funkciju praćenja i regulacije. Zapravo, sugerira se da osjećaji integriraju središnji prikaz organizacije odgovora potaknute procjenom u emocijama, odražavajući tako ukupni obrazac kognitivne procjene, kao i motivacijski i somatski obrazac odgovora koji leži u osnovi subjektivnoga iskustvo emocionalne epizode.
Pojam raspoloženje također se razlikuje od emocije, pri čemu se smatra da su emocije intenzivna afektivna stanja koja traju nekoliko sekundi, dok je raspoloženje okarakterizirano kao difuzno stanje slabijeg intenziteta koje može trajati duže vrijeme. Također, može se reći da su uzroci emocija uglavnom uočljivi na svjesnoj razini, dok raspoloženje može nastati bez nekog vidljivog razloga.

## Teorije emocija

### Jamesova teorija emocija
James je smatrao da se tjelesne promjene, odnosno emocionalne reakcije organizma, javljaju izravno nakon percepcije emocionalnog događaja, a doživljaj tih tjelesnih promjena daje smisao emocijama. Prema Jamesu podražaj aktivira senzorni korteks, koji izaziva periferne somatske ili motoričke odgovore. Povratna informacija o tim tjelesnim reakcijama vraća se u senzorni korteks gdje proizvodi emocionalno iskustvo. Dakle, teorija sugerira da bez povratne informacije koja dolazi nakon percepcije perifernih reakcija organizma, emocionalno iskustvo ne bi bilo moguće. u vremenskom slijedu, James daje prednost fiziološkim rekacijama nad svjesnim procesima. Dakle, Jamesova teorija je zasnovana na pretpostavci da je svaka emocija povezana sa specifičnom konfiguracijom perifernih reakcija organizma.
Cannon kritizira Jamesovu teoriju, te smatra da se iste fiziološke reakcije mogu javiti zbog različitih emocionalnih i emocionalno neutralnih stanja, također navodi da eksperimentalna indukcija fiziološke pobuđenosti ne izaziva odgovarajuće emocije, da organi koji su involvirani u periferne odgovore aktiviraju suviše sporo da bi ih mogli smatrati uzrokom emocionalnih osjećanja, te je pokazao da prekid veze između perifernih organa i središnjeg živčenog sustava ne eliminira emocionalne reakcije. Cannon-Bardova teorija se naziva i talamična teorija, budući da pretpostavljaju da su talamus i hipotalamus središnji dijelovi emocionalnog mozga.

### Schachterova teorija emocija
Schachterova dvofaktorska teorija emocija polazi od pretpostavke da su dva faktora neophodna za pobuđivanje i nastanak emocija, a to su: fiziološka aktivacija i kognitivna interpretacija. Fiziološko uzbuđenje daje temeljnu snagu za percepciju emocija, a kognitivna interpretacija usmjerava percepciju. Schachter sugerira da fiziološke reakcije djeluju kao signal koji putem perifernog feedbacka, informira mozak da je došlo do unutarnjih promjena pri čemu se javlja svijest o prisustvu fiziološke pobuđenosti. Zatim dolazi do kognitivnog etiketiranja, u kojem se osobe dosjećaju ranijih iskustava koja su vezana za pobuđujući podražaj te u ovisnosti od dostupnih informacija daju različita tumačenja svom trenutnom stanju.

### Hipoteza facijalnog feedbacka
Glavna ideja teorije facijalnog feedbacka polazi od pretpostavke da facijalne ekspresije mogu determinirati emocionalno stanje osobe. Darwin je u svojim radovima sugerirao da prikazivanje facijalne ekspresije vezane za određenu emociju može dovesti do pobuđivanja odgovarajućeg mentalnog stanja. Na temelju ovih pretpostavki kasnije je proizašla ideja da funkcija facijalne ekspresije nije isključivo u službi neverbalne komunikacije emocija, već da i u socijalnoj interakciji istovremeno šalje povratnu informaciju (feedback) koja posljedično može utjecati na pojačanje odgovarajuće emocije.

### Teorije procjene
Teorije procjene specificiraju kriterije ili varijable procjene koje su najvažnije u razlikovanju emocija. Osim varijabli relevantnosti cilja i podudarnosti cilja, većina teorija procjene uključuje varijable izvjesnosti, djelovanja (događaj uzrokovan samim sobom, netko drugi ili neosobne okolnosti) i potencijal ili kontrolu suočavanja.
Magda Arnold (1960) je sugerirala da se događaje okolini procjenjuju na tri različite dimenzije: (1) pozitivni − prijeteći, (2) prisustvo − odsustvo pobuđujućeg podražaja i (3) relativna poteškoća da isti podražaj izbjegnemo ili mu se približimo. Zatim je Richard Lazarus (1966) pretpostavio da emocije ili stres nastaju kao rezultat procjena koje se odvijaju na dvije različite razine: primarna procjena i sekundarna procjena. Dimenzije procjene koje danas nailaze na najveći stupanj koncenzusa u literaturi su: novost ili očekivanost događaja, ugodnost, sigurnost, značenje za postizanje cilja, individualna kontrola i usklađenost sa socijalnim ili osobnim standardima.

### Teorija emocionalne kontaminacije
Emocionalna kontaminacija (zaraza) označava pojavu kod koje su osobe „zaražene“ afektivnim stanjem drugih, odnosno one same počinju osjećati emocije koje doživljava druga osoba s kojom su u direktnoj ili indirektnoj interakciji. Ovaj fenomen se odvija u tri faze: (1) mimikrijom/oponašanjem, (2) opažanjem/feedbackom i (3) kontaminacijom. Konkretno, teorija zagovara ideju prema kojoj osobe imaju sklonost da oponašaju i usklađuju svoje ponašanje s motoričkim i verbalnim reakcijama, facijalnim ekspresijama, intonacijom glasa, tjelesnim pozama i pokretima drugih osoba.

## Klasifikacija emocija
Klasifikacija emocija varira prema istraživačima, pri čemu opće osnovne emocije pronađene u većini istraživačkih studija uključuju sreću, tugu, ljutnju, strah, gađenje, iznenađenje, te emocije koje se temelje na dvodimenzionalnoj ravnini valencije-uzbuđenja. Pozitivne emocije mogu se kategorizirati kao sreća ili iznenađenje, dok negativne emocije mogu biti povezane s tugom, ljutnjom, strahom i gađenjem. Klasifikacija emocija tako se može podijeliti u dvije klase, primarne emocije kao što su radost, tuga, ljutnja, strah, gađenje i iznenađenje i sekundarne emocije, koje izazivaju mentalnu sliku koja je u korelaciji sa sjećanjem ili primarnom emocijom.
Teoretičari smještaju emocije u općenitiju kategoriju "afektivnih stanja" gdje afektivna stanja također mogu uključivati fenomene povezane s emocijama kao što su zadovoljstvo i bol, motivacijska stanja, raspoloženja, dispozicije i osobine.
Jedno od najvažnijih teorijskih i empirijskih pitanja u znanstvenom proučavanju emocija je postoji li ispravan popis "osnovnih" tipova afekta ili su sva afektivna stanja bolje modelirana kao kombinacija zajedničkih temeljnih dimenzija.
Istraživači su klasifikaciji emocija pristupili s jednog od dva temeljna gledišta:
1. emocije su diskretne i u osnovi su različiti konstrukti
2. emocije se mogu okarakterizirati na dimenzionalnoj osnovi u grupama

### Emocije kao diskretne kategorije
Vladajuća eksperimentalna paradigma u istraživanju afektivne neuroznanosti pretpostavlja da se emocije mogu podijeliti u diskretne i nezavisne kategorije i da specifične neuralne strukture i putovi podliježu svakoj od ovih emocionalnih kategorija. Teorija diskretnih emocija pretpostavlja da postoji samo ograničen skup emocija koje osoba može doživjeti. Najjednostavnija kategorička klasifikacija je odlučiti je li emocija pozitivna ili negativna.
U teoriji diskretnih emocija, smatra se da svi ljudi imaju urođeni skup osnovnih osjećaja koji su kulturalno prepoznatljivi. Te su osnovne emocije opisane kao "diskretne", jer se vjeruje da ih se razlikuje po izrazu lica i biološkim procesima pojedinca. Te specifične osnovne emocije su biološki određeni emocionalni odgovori čiji su izraz i prepoznavanje u osnovi jednaki za sve pojedince bez obzira na etničku pripadnost i kulturalne razlike. Odnosno, emocionalni repertoar ljudi se sastoji od temeljno različitih, ali društveno konstruiranih načina kojima reagiramo na univerzalno podijeljene podražaje.
Jedan stalni problem za modele diskretnih emocija je taj što oni ne bilježe stvarnost odnosno nisu svi primjeri emocija na koje se odnosi ista riječ (npr. "ljutnja") slični, osjećaju se slično ili imaju istu neurofiziološku osnovu. Odnosno, problem perspektive diskretnih emocija je kako objasniti uočenu varijabilnost u emocionalnom reagiranju. Osnovna ideja modela je da se tijekom emocionalnog iskustva i percepcije emocija, unutarnji osjeti (doživljeni kao afekt) i vanjski osjeti osmišljavaju procesom kategorizacije. Ova kategorizacija koristi znanje o emocijama koje je naučeno prethodnim iskustvom. Zajedno stvaraju različita mentalna stanja koja riječima predstavljaju osjećaje osobnog iskustva ili tuđeg ponašanja.
Kategorijske metode se temelje na djelima Ekmana, koji je i uveo ovaj koncept.

#### Ekman - bazične emocije
Ekman je pronašao dokaze za skupinu od šest bazičnih emocija, a to su bijes, gađenje, strah, sreća, tuga, i iznenađenje. Objašnjava da se uz svaku od tih emocija vežu određene osobine, što omogućuje njihovo izražavanje u različitom stupnju. Svaka emocija djeluje kao diskretna kategorija, a ne kao individualno emocionalno stanje.
Pridjev "bazični" ili “osnovni”, kada se koristi za opisivanje emocija, utjelovljuje dvije glavne karakteristike. Jedna od njih je da su emocije diskretne, da se mogu temeljno razlikovati jedna od druge. Druga karakteristika je stav da su emocije evoluirale prilagodbom na našu okolinu. Iako smo vrsta sposobna za ogromno kognitivno opterećenje, također imamo biološke mehanizme koji nam omogućuju da reagiramo na temeljne univerzalne životne zadatke – gubici, frustracije, uspjesi i radosti.

#### Panksepp - emocionalni sustavi
Pankseppova teorija se smatra posebnom vrstom teorije programa afekta. Panksepp konceptualizira afekt kao skup različitih kategorija. Bio je uvjeren da postoje najmanje četiri biološka sustava emocionalnog djelovanja temeljena na mozgu koje je u to vrijeme nazvao očekivanjem, bijesom, strahom i panikom.
Kasnije, po Pankseppu, postoji sedam primarnih emocionalnih sustava smještenih u subkortikalnim regijama. Najstariji od tih sustava je sustav potrage koji je ujedno i u podlozi svih drugih sustava te ga odlikuje sustavna želja za eksploracijom te anticipacija uzbuđenja. Bijes je sustav koji se aktivira kada dođe do frustracije, a očituje se u obliku ljutnje i mržnje. Sustav koji čuva čovjeka od boli i smrti naziva se strah. Nalazi se blizu sustava bijesa te zbog njihove interakcije njegova aktivacija može dovesti do reakcije „fight or flight“. Požuda je sustav čije neregulirano pobuđivanje vodi do različitih neurotskih smetnji te antisocijalnih ponašanja. Temeljni zadatak sustava brige je osigurati emocionalni rast u interpersonalnim odnosima te pomaganje drugima. Sustav panika/žalost u osnovi je formiranja privrženosti. Kako se aktivira pri separaciji nalazi se u podlozi depresivnih smetnji i fobija. Konačno, sustav igre ima važnu ulogu u socijalnoj adaptaciji pojedinca.
Znanstvenici još uvijek raspravljaju o pitanju relativne korisnosti diskretnih kategorija emocija u odnosu na dimenzije kao što su valencija i uzbuđenje i široke motivacijske sustave kao što je pristup-povlačenje za proučavanje odgovora povezanih s emocijama ili afektima.

### Dimenzionalni modeli emocija
Istaknuta koncepcija emocija je dimenzionalni pogled u kojem su sve emocije obilježene s dvije, ili ponekad tri dimenzije. Dimenzionalne metode vide emocije kao mjesto u dvodimenzionalnom ili čak višedimenzionalnom prostoru, gdje se emocija izražava kao točka u ravnini ili prostoru definiranom varijablama koje se uzimaju u obzir. Postoji univerzalno slaganje među teorijama o dvjema temeljnim dimenzijama: ugodnost–neugodnost i uzbuđenje–opuštenost. Dimenzije dakle uključuju određenu mjeru valentnosti ili ugodnosti i neku mjeru intenziteta ili uzbuđenja.
Dimenzionalni modeli emocija sugeriraju da je zajednički i međusobno povezan neurofiziološki sustav odgovoran za sva afektivna stanja. Ovi modeli su suprotstavljeni teorijama osnovnih emocija, koje predlažu da različite emocije proizlaze iz diskretnih i neovisnih neuronskih sustava. Razvijeno je nekoliko dimenzionalnih modela emocija, iako postoji samo nekoliko onih koji su i dalje dominantni modeli koje većina trenutno prihvaća. Unutar dimenzionalnog pogleda, dominantni modeli su cirkumpleksni model, vektorski model i "konsenzualni" model pozitivne i negativne aktivacije (PANA).

#### Cirkumpleksni model emocija
Vodeći zagovornik dimenzionalnog pristupa u znanstvenoj psihologiji je James Russell. Prema Russellu, cirkumpleksni model afekta pretpostavlja da sva afektivna stanja proizlaze iz dva temeljna neurofiziološka sustava, jedan je povezan s valentnošću (kontinuum ugodnosti i neugodnosti), a drugi s uzbuđenjem ili pobuđenošću. Svaka se emocija može shvatiti kao linearna kombinacija ove dvije dimenzije, ili kao različiti stupnjevi valencije i uzbuđenja. Radost se, na primjer, konceptualizira kao emocionalno stanje koje je proizvod snažne aktivacije u neuralnim sustavima povezanim s pozitivnom valentnošću zajedno s umjerenom aktivacijom u neuralnim sustavima povezanim s uzbuđenjem. Ostala afektivna stanja također proizlaze iz ista dva neurofiziološka sustava, ali se razlikuju po stupnju ili opsegu aktivacije. Strah je, na primjer, konceptualiziran kao neurofiziološko stanje koje tipično uključuje kombinaciju negativne valencije i pojačanog uzbuđenja.

#### Vektorski model emocija
Glavna razlika između cirkumpleksnog i vektorskog modela leži u mogućnosti emocionalnih podražaja, koji imaju visoko uzbuđenje i neutralnu valentnost. Odnosno, postavlja se pitanje postoje li emocionalni podražaji koji su emocionalno intenzivni, ali nisu ni jako pozitivni ni negativni? Vektorski model pretpostavlja da se pri visokom uzbuđenju pozitivne i negativne valencije razlikuju jedna od druge i da se prava neutralnost ne može intenzivno osjetiti.
Vektorski model dakle pretpostavlja da postoji temeljna dimenzija uzbuđenja i binarna valencija koja određuje smjer. To rezultira s dva vektora koji oba počinju na nultom uzbuđenju i neutralnoj valentnosti i nastavljaju kao ravne linije, jedan u pozitivnom i jedan u negativnom smjeru valencije. Model je konstruiran na temelju eksperimenata provedenih za testiranje pamćenja ispitanika, s pomoću zbirke slika, u kratkim i dugim vremenskim razdobljima. Nakon eksperimenta, autori su zaključili da na izvedbe dugotrajnog pamćenja ljudi uglavnom utječe uzbuđenje. Vektorski model definira emociju preko ugodnosti i uzbuđenja s obzirom na intenzitet emocije.

#### Pozitivna aktivacija - Negativna aktivacija (PANA) model emocija
PANA model pretpostavlja dvije velike bipolarne dimenzije: pozitivan i negativan učinak. Prvi čimbenik, pozitivan učinak predstavlja stupanj u kojem osoba iskazuje želju za životom. Drugi čimbenik, negativan učinak je stupanj do kojeg osoba izvještava da se osjeća uzrujano ili neugodno uzbuđeno.
PANA model obično se shvaća kao rotacija cirkumpleksnog modela za 45 stupnjeva. Pozitivna aktivacija (PA) je na jednom kraju određena izrazima raspoloženja kao što su aktivno, ushićeno i uzbuđeno, a na drugom pospano, tupo i tromo. Druga os, negativna aktivacija (NA), određena je uznemirenošću, strahom, nervozom te smirenošću, mirovanjem i opuštenošću. Rotacija za 45 stupnjeva ne čini razliku za cirkumpleksni model, međutim, PANA model je sličniji vektorskom modelu.

## Biološke osnove emocija
Emocionalna stanja i raspoloženja su složeni psihobiološki fenomeni koji uključuju aktivnost cijelog organizma, od središnjeg zivčanog sustava do perifernog te se u kontekstu njihovog razumijevanja ne može izdvojiti niti jedan specifičan sustav jer svi čine jednu složenu, integriranu i funkcionalnu cjelinu. 

### Limbički sustav
McLean je s obzirom na glavne funkcije koje pojedini dijelovi mozga imaju i prema vremenu evolucijskog nastanka istih postavio ideju o "trojedinstvenom mozgu". Razlikovao je mozak gmazova strukture moždanog debla te je bio zadužen za rutinske dnevne aktivnosti, mozak starih sisavaca strukture limbičkog sustava karakterističan samo za sisavce i posljednji mozak novih sisavaca poznat kao racionalan mozak koji sadrži strukture cijele hemisfere napravljene od neokorteksa i nekih subkortikalnih struktura. Paul Broca ukazao je na činjenicu da središnji dio mozga sisavaca, smješten točno ispod korteksa, sadrži nekoliko jezgara sive tvari (neurona) koje je nazvao limbičkim režnjem. Unutrašnjost ove strukture regulira ponašanja koja su afektivne prirode, kao što su briga za potomstvo i zaigranost. Emocije i osjećaji su karakteristični samo za sisavce, a imaju podrijetlo u limbičkom sustavu. James Papez je uočio da emocija nije funkcija jednog područja mozga, nego da postoji krug koji uključuje četiri osnovne strukture, povezane kroz nekoliko živčanih snopova: hipotalamus s mamilarnim tjelešcima, prednja talamička jezgra, gyrus cinguli i hipokampus. Ovaj krug, poznat kao Papezov krug, ima središnju ulogu u nastajanju emocija i njihovoj ekspresiji. Paul Mclean strukturama koje pripadaju Papezovom krugu daje naziv limbički sustav te dodaje nove strukture: orbitofrontalni i medijalno frontalni korteks (prefrontalno područje), parahipokampalnu jezgru i važna subkortikalna područja kao što su amigdala, srednja talamička jezgra, septalno područje, bazalna jezgra i nekoliko struktura moždanog debla.
Limbičke strukture uključene u doživljavanje emocija su amigdala, hipokampus, talamus, septum, hipotalamus, moždano deblo i retikularna formacija te gyrus cinguli. 
Amigdala, žlijezda bademastog oblika smještena unutar regije temporalnog režnja, povezana je s hipokampusom, septalnom jezgrom, prefrontalnim područjem i dorzomedijalnom jezgrom talamusa u koje šalje i iz kojih prima brojne projekcije. Prima projekcije izravno s talamusa, s pulvinara i medijalne geniculate jezgre, te je uključena u procesiranje senzornih informacija s prednjeg temporalnog režnja. Izlazi iz amigdale uključuju recipročne projekcije u okcipitalni režanj te u orbitofrontalni korteks, prednji cingularni korteks, ventralni strijatum, bazalnu jezgru i jezgru moždanog debla, sve koji su uključeni u kontroliranje bihevioralnih odgovora. Ove brojne anatomske veze, a posebno projekcije u vizualni korteks, omogućavaju joj važnu ulogu u nastajanju i kontroli većine afektivnih stanja, kao što su privlačnost i ljubav, izražavanje raspoloženja, osobito straha, ljutnje i agresivnosti, te u koordinaciji odgovora na određen emocionalan događaj. Posebna važnost amigdale očituje se u prepoznavanju prijetećih informacija i doživljavanju emocije straha čemu u prilog govore brojni podatci o oštećenjima, lezijama te stimulacijama amigdale prikupljeni i na ljudima i na životinjama. 
Ledoux (2000) je ustanovio važnost pojedinih jezgara amigdale u nastanku odgovora straha koje su podijeljene u tri skupine. Prvu čine kortikomedijalna i laterobazomedijalna skupina koje primaju obavijesti iz različitih receptora i prenose ih u mediobazalni dio prednjeg mozga i hipotalamus. Druga je bazolateralna skupina koja dobiva obavijesti iz primarnih osjetnih kortikalnih područja, asocijativnih kortikalnih područja te iz talamusa (aferentne informacije iz svih modaliteta) i prenosi ih u središnju jezgru. Treća je središnja jezgra koja prima informacije iz bazolateralne skupine jezgara, a šalje obavijesti u hipotalamus i moždano deblo, strukture odgovorne za ekspresiju različitih komponenti čuvstvenih reakcija, te u orbitofrontalno područje i gyrus cinguli, područja važna za nastanak čuvstvenog doživljaja, tj. za svjesnu percepciju emocije. Središnje jezgre amigdala su odgovorne za organizaciju čuvstvenih reakcija na podražaje koji predstavljaju prijetnju za živo biće. Imaju i naročito važnu ulogu u procesu učenja uvjetovanih emocionalnih reakcija (LeDoux, 2002). Amigdaloidne jezgre se aktiviraju detekcijom prijetećeg podražaja za što su, ovisno o složenosti podražaja, važna tri područja mozga: talamus, senzorna kortikalna područja i orbitofrontalni korteks.
Hipokampus je uključen u pamćenje događaja i detalja vezanih za određeni događaj. Uloga hipokampusa u emocionalnom doživljavanju je vezana za prepoznavanje različitosti podražaja ovisno o kontekstu u kojem je prezentiran. Obavlja primarnu procjenu potencijalno prijetećeg podražaja na način da ga uspoređuje s ostalim podražajima koji su prethodno doživljeni.
Talamus zauzima važno mjesto u limbičkom sustavu u regulaciji emocionalnog ponašanja zbog brojnih veza s ostalim limbičkim strukturama. Ima veze s amigdalom, prefrontalnim područjem, hipotalamusom, gyrusom cinguli i hipokampusom, čime zauzima mjesto u Papezovom krugu. Lezije ili stimulacija medijalnog dorzalnog i anteriorne jezgre talamusa povezani su s promjenama u emocionalnoj reaktivnosti.
Hipotalamus ima vrlo važnu ulogu u doživljavanju emocija. Izravno kontrolira autonomni živčani sustav. Prednji hipotalamus je povezan s parasimpatikusom, zaduženim za odmor organizma, dok je stražnji hipotalamus povezan sa simpatikusom, zaduženim za „borba ili bijeg“ reakciju. Prednji hipotalamus je također povezan s prosocijalnim ponašanjem uključujući submisivnost, privrženost, seksualno ponašanje, dok je stražnji povezan s individualističkim i sebičnim ponašanjem, uključujući agresiju, obranu i bijeg. Ima i važnu ulogu i u razvijanju privrženosti i seksualnom ponašanju.
Struktura moždanog debla koja ima značajnu ulogu u doživljavanju emocija i pobuđenosti je retikularna formacija. Ima ključnu ulogu u procesu pobuđivanja motivacijskih i emocionalnih stanja mozga. Sastoji se od dva dijela: uzlaznog retikularnog aktivacijskog sustava i silazne retikularne formacije. Retikularni formacijski sustav projicira svoje živce uzlaznim putem u mozak kako bi pobudio korteks i doveo ga u stanje pripravnosti. Silazna retikularna formacija projicira svoje živce u silaznom smjeru kako bi regulirala mišićni tonus. Retikularni aktivacijski sustav povisuje razinu pobuđenosti korteksa kako bi mogao procesirati ulazne informacije te nakon toga reagirati prikladno situaciji.
U srednjoj strani mozga, između cingularnog sulcusa i corpus callosuma smješten je gyrus cinguli koji ima dvosmjernu komunikaciju s ostalim dijelovima limbičkog sustava i s frontalnom korom. Za njega se pretpostavlja da je međusklop između procesa donošenja odluka u frontalnom korteksu, emocionalnih funkcija limbičkog sustava i dijelova mozga koji kontroliraju motoriku.

### Prefrontalni korteks
Prefrontalni korteks (PFC) zadužen je za svjesni doživljaj emocija i širok raspon emocionalnih reakcija. Važan je dio sustava koji utječe i na pozitivne i na negativne afekte. Prva podjela se odnosi na razlikovanje dorzolateralnog, ventromedijalnog i orbitofrontalnog dijela, a druga na razliku između lijevog i desnog dijela unutar svake od ovih regija PFC-a. Podatci o oštećenju dorzolateralnog PFC-a govore o povećanoj vjerojatnosti razvijanja depresivnih simptoma, što ukazuje na utjecaj ovih kortikalnih dijelova na pozitivne afekte. Ventromedijalno područje PFC-a je vjerojatno najizravnije uključeno u nastajanje osnovnih pozitivnih i negativnih stanja u odsutnosti neposredno prisutnih poticaja, dok dorzolateralni PFC vjerojatno sadrži ciljeve osobe (Davidson i Irwin, 1999). Postoji razlika između lijeve i desne strane korteksa u obrađivanju emocionalnih informacija. Za desnu stranu korteksa smatra da je usko povezana s obradom emocionalnih informacija, dok je lijeva hemisfera logična, analitična i racionalna. Također, lijeva hemisfera je aktivnija za vrijeme pozitivnih misli i doživljavanja pozitivnih emocija te u ponašanjima povezanima s prilaženjem, dok je desna hemisfera aktivnija prilikom doživljavanja negativnih emocija i u ponašanjima povezanim s izbjegavanjem.

### Periferni živčani sustav
Psihofiziološka istraživanja su pokazala da je periferni živčani sustav, u obliku autonomnog (visceralnog) i somatskog (motoričkog, ekspresivnog), uključen u emocionalne procese. Autonomni živčani sustav je uključen u tjelesne promjene koje prate emocije, a somatski živčani sustav uključen je u facijalnu ekspresiju emocija. 

#### Autonomni živčani sustav
Ekman, Levenson i Friesen (1983) su mjerili otkucaje srca, temperaturu prsta, provodljivost kože i napetost mišića podlaktice kod sudionika kojima su izazvali emocije ljutnje, straha, tuge, sreće, iznenađenja i gađenja te su pronašli da se ne razlikuju međusobno samo pozitivne i negativne emocije u obrascima promjena autonomnog živčanog sustava, već i da se pojedine negativne emocije međusobno razlikuju. Levenson i sur. (1992) su istraživali tjelesne promjene koje se javljaju pri doživljavanju šest osnovnih emocija te su pronašli razlike u tjelesnim promjenama prilikom doživljavanja negativnih emocija, pri čemu su strah, ljutnja i tuga doveli do povećanog broja otkucaja srca u odnosu na sreću te veću provodljivost kože prilikom doživljavanja emocija straha i gađenja. Povećanje broja otkucaja srca je karakteristično prilikom doživljavanja ljutnje i priprema organizam na borbu; povećan broj otkucaja srca prilikom doživljavanja straha priprema organizam na bijeg. Veća kardiovaskularna aktivnost je pronađena i za emociju tuge unatoč tome što nije povezana s aktivnošću borbe ili bijega. Prilično je stresna te motivira organizam na traženje socijalnih kontakata koji bi smanjili doživljaj pobuđenosti. Doživljavanje emocije gađenja karakterizira smanjen broj otkucaja srca, veća provodljivost kože te povećano izlučivanje sline i gastrointestinalna aktivnost. Za razliku od ljutnje, strah karakterizira niži krvni tlak, smanjena tjelesna temperatura, povećana vazokonstrikcija i smanjen protok krvi u periferiji tijela. Općenito je pronađena veća aktivnost autonomnog živčanog sustava prilikom doživljavanja negativnih emocija u odnosu na pozitivne.

#### Somatski živčani sustav
Pobuđuje skeletne mišiće te je uključen je u pokrete, pa tako i u one na licu koji su uključeni u izražavanje emocija. Od sveukupno 80 facijalnih mišića, 36 je uključeno u emocionalne izraze, dok je za razlikovanje osnovnih emocija dovoljno 8 facijalnih mišića (frontalis, corrugator, orbicularis oculi, nasalis, zygomaticus, quadratus labii, orbicularis oris i depressor). Motorni neuroni koji kontroliraju mišiće lica primaju signale iz dva područja mozga: motornog korteksa zaduženog za voljnu motoriku, te limbičkih dijelova korteksa i subkortikalnih područja. Budući da su neuroni iz motornog korteksa zaduženi za voljnu motoriku, omogućavaju kontrolu izraza lica. Neuroni koji dolaze iz limbičkih dijelova mozga izazivaju pokrete mišića koji odražavaju stvarno emocionalno stanje, a javljaju se prilikom svakog emocionalnog doživljaja.

### Neurokemijske tvari i emocije

#### Neurotransmiteri
Dopamin je neurotransmiter koji izaziva pozitivne osjećaje. Nailaženjem na događaje koji signaliziraju nagradu i ugodu aktiviraju se neuroni u dopaminskom putu te se dopamin oslobađa u sinapse. Oslobađanje rezultira pozitivnom emocionalnošću, a time i poboljšanim funkcioniranjem prilikom rješavanja problema. Pojačano se izlučuje kada je tijelo zadovoljno, kod ovisnosti i ljubavi, a rezultira povećanom fizičkom i emocionalnom energijom, te osjećajem ushićenosti i uzbuđenja. Noradrenalin, koji se stvara u živčanim stanicama moždanog debla, djeluje i kao neurotransmiter i kao hormon. Ubrzava rad srca i druge procese u tijelu te je uključen u opću pobuđenost, učenje i pamćenje. Serotonin je inhibitorni neurotransmiter koji utječe na raspoloženje i emocije. Uključen je u psihofiziološke funkcije koje uglavnom imaju antagonistički učinak u odnosu na dopamin i norepinefrin te omogućuje organizmu odmor. Nedostatak serotonina povezuje se s tjeskobom, poremećajima raspoloženja, depresijom i nesanicom.

#### Hormoni
Tvari koje se putem krvi šire po čitavom tijelu i djeluju na organe koji su na njih osjetljivi. Žlijezda koja kontrolira većinu hormonalnih sustava je hipofiza, a osim nje i druge žlijezde izvan mozga oslobađaju hormone koji djeluju na tijelo, a u nekim slučajevima i na živčane stanice u hipotalamusu. Oksitocin je hormon čije je lučenje povezano s bliskošću i ljubavlju. Povećana razina oksitocina prisutna je i za vrijeme doživljavanja orgazma. Oksitocin je osjetljiv na podražaje koji su socijalno relevantni te utječe na prosocijalno ponašanje tako da pospješuje pristupanje te suspreže socijalno izbjegavanje, smanjuje osjećaj stresa te povećava osjećaj povjerenja.Pokazalo se da oksitocin ima značajan utjecaj na amigdalu na način da povećana koncentracija oksitocina dovodi do smanjene aktivnosti amigdale u procesiranju straha što olakšava prilaženje i osjećaje povjerenja. Za vazopresin je utvrdeno da je uključen u socioseksualno ponašanje, utječe na preferencije i izbor partnera, potiče agresivno ponašanje mužjaka i selektivnu agresiju unutar vrste. Kortikotropni oslobađajući faktor (CRF), izlučen iz periventrikularnog hipotalamusa, uzrokuje porast kortikotropnih hormona iz hipofize, koja zatim izlučuje različite hormone stresa, glukokortikoide, uključujući kortizol iz nadbubrežne žlijezde. Ima velik utjecaj na elaboraciju straha i anksioznosti i stresa zbog odvajanja. Povezan je s javljanjem negativnih afekata, depresijom, socijalnom povučenošću i zloupotrebom droge i alkohola.

#### Neuromodulatori
U neuromodulatore se ubrajaju peptidi, kao što su endogeni opijati, kemijski slični psihoaktivnim tvarima koje izazivaju ovisnosti, te kolecistokinin (CCK), a imaju značajne emocionalne učinke. Neuropeptidi su okarakterizirani kao informacijske supstance koje upravljaju unutarnjim miljeom organizma. Pert smatra da su ove supstance uključene u centre za regulaciju raspoloženja te da svaki neuropeptid obrađuje informacije na jedinstven način. Injekcije peptida kolecistokinina (CCK) izazivaju napadaje panike, osjećaj anksioznosti i straha bez vanjskog uzroka te povećavaju protok krvi u područjima limbičkog sustava povezanim sa strahom. Endorfini su povezani sa socijalnom privrženošću pri čemu ta privrženost rezultira povećanom razinom endorfina što dovodi do učinka sličnom opijatima i morfiju koji su povezani sa subjektivnim osjećajem sreće i euforije, zadovoljstva, snage i živosti te u tom smislu, endorfini imaju zajednički učinak sličan opijatima.